# Hilma Hyllengren-Wicklund
Hilma Wilhelmina Hyllengren-Wicklund, född 7 januari 1895 i Stockholm, död 16 maj 1982 i Uppsala, var en svensk skulptör och målare.
Hon var dotter till skulptören Carl Hyllengren och Augusta Wahlman och från 1919 gift med sjökaptenen Mauritz Wicklund. Hon var syster till skulptören Gustaf Hyllengren. Hon studerade skulptur för Gustaf Malmquist vid Tekniska skolan i Stockholm 1913–1919. Bland hennes offentliga arbeten märks statyetten Gumma vid Sabbatsbergs ålderdomshem. Hennes konst består av statyetter, keramikarbeten och oljemålningar. Hon var verksam i föreningen Rösträtt för Kvinnor.